# Edou
Edou è un centro abitato posto nel distretto di Oyo, nella regione di Cuvette della Repubblica del Congo.
Il presidente del Paese Denis Sassou Nguesso vi è nato nel 1943. Una statua del presidente è collocata nella piazza principale della cittadina, mentre la sua casa natale è stata trasformata in un museo.